# Sz. Bíró Zoltán
Sz. Bíró Zoltán (Szeged, 1959 –) magyar filozófiatörténész, ruszista, egyetemi oktató, Oroszország-szakértő.

## Életpályája
1977–1982 között az MTA ösztöndíjasaként a Leningrádi Állami Egyetem filozófia–esztétika szakán tanult. 1982–2004 között a Marx Károly Közgazdaságtudományi Egyetemen (később Corvinus Egyetem) dolgozott adjunktusként. Ezt követően a Magyar Tudományos Akadémia Történettudományi Intézetében folytatta tudományos munkásságát, amelyet ma Bölcselettudományi Kutatóközpont Történettudományi Intézetnek hívnak.
2006-tól a Magyar Ruszisztikai Egyesület elnöke. 2007– 2010 között Magyar–Orosz Történész Vegyes Bizottság titkára volt.
Kutatási témái: Oroszország története a 19. század második felében, az orosz liberalizmus története, az oroszországi rendszerváltás politikatörténete.
Rendszeresen publikál a Magyar Narancsban.

## Könyvei
- Oroszország visszatérése (2008)
- Oroszország: válságos évek (2012)
- Az elmaradt alkotmányozás. Oroszország története a XIX. század második felében (2017)
- Putyin Oroszországa (2019)[7]
- Putyin háborúja; Gondolat, Budapest, 2023 (Progress könyvek)

## Díjai
- A Magyar Köztársasági Érdemrend lovagkeresztje (2009)
- Magyar Köztársaság Nemzetközi Kapcsolataiért (2009)
- Lánchíd-díj (2009)